# Hōjō Takatoki
Hōjō Takatoki (北条 高時?; 1303 – Kamakura, 23 maggio 1333) è stato un politico giapponese.
Fu l'ultimo reggente (shikken), dal 1316 al 1326, dello Shogunato Kamakura, componente del clan Hōjō.

## Biografia
Takatoki divenne reggente all'età di otto anni, e il potere fu quindi gestito fino alla sua maggiore età dalla nonna Adachi Tokiaki e dal suo ministro tutore Nagasaki Takasuke; nel 1326, a soli ventitré anni, cadde malato, ed essendo lo shogunato in crisi scelse il governo del chiostro, ufficialmente abdicando in favore di Hōjō Sadaaki e diventando monaco buddhista, ma continuando a mantenere il suo potere e la sua influenza. Il governo dello shogunato chiese all'Imperatore Go-Daigo di fare lo stesso, ma l'Imperatore rifiutò; Takatoki mantenne la sua posizione, generando una pericolosa tensione tra shogunato e corte imperiale. George Sansom definisce questa decisione dello shogunato una «svista fatale» e descrive Takatoki come «a malapena sano di mente. La sua capacità di giudizio era limitata, la sua condotta variabile. Indulgeva negli estremi del lusso e dei piaceri...» e dopo il suo ritiro, condivise il potere con «alcuni deputati immeritevoli».
Nel 1331, quando gli eventi cominciavano a precipitare, Takatoki ebbe una discussione con il suo consigliere Nagasaki sul modo migliore per gestire il complotto di Burei-kō, in cui membri del clan Hino, leali a Go-Daigo, cospiravano contro lo shogunato. Quando la guerra infine scoppiò, i conflitti interni all'amministrazione dello shogunato resero lente le reazioni e inadeguata la gestione delle crisi.
Ashikaga Takauji, uno dei generali dello shogunato, finì per schierarsi con l'imperatore Go-Daigo e contro lo shogunato, sostenendo Nitta Yoshisada nell'espugnare Kamakura e ponendo così fine allo shogunato e al governo degli Hōjō; durante l'assedio, nel 1333, Takatoki si suicidò con la sua famiglia, mentre la città di Kamakura veniva incendiata.